# David Chipperfield
David Alan Chipperfield, né le 18 décembre 1953 à Londres, Angleterre, est un architecte britannique de renommée internationale. Il possède notamment une agence d’architecture à Londres, Berlin et Milan ainsi qu’un bureau de liaison à Shanghai.
En 2023, il devient le cinquième Britannique à recevoir le prix Pritzker (après James Stirling, Norman Foster, Zaha Hadid et Richard Rogers).

## Parcours
David Chipperfield a fait ses études au Kingston Polytechnic puis à l’Architectural Association à Londres d’où il sortira diplômé en 1977. Il collabore ensuite à quelques projets avec Douglas Stephen, Richard Rogers et Norman Foster avant d’ouvrir sa propre agence en 1984 qu’il baptisera David Chipperfield Architects.
Son agence – basée à Londres, Berlin, Milan et Shanghai – compte aujourd’hui 250 salariés venant de 15 pays différents, et travaillant sur divers projets en Europe, aux États-Unis et en Chine.

## Œuvres

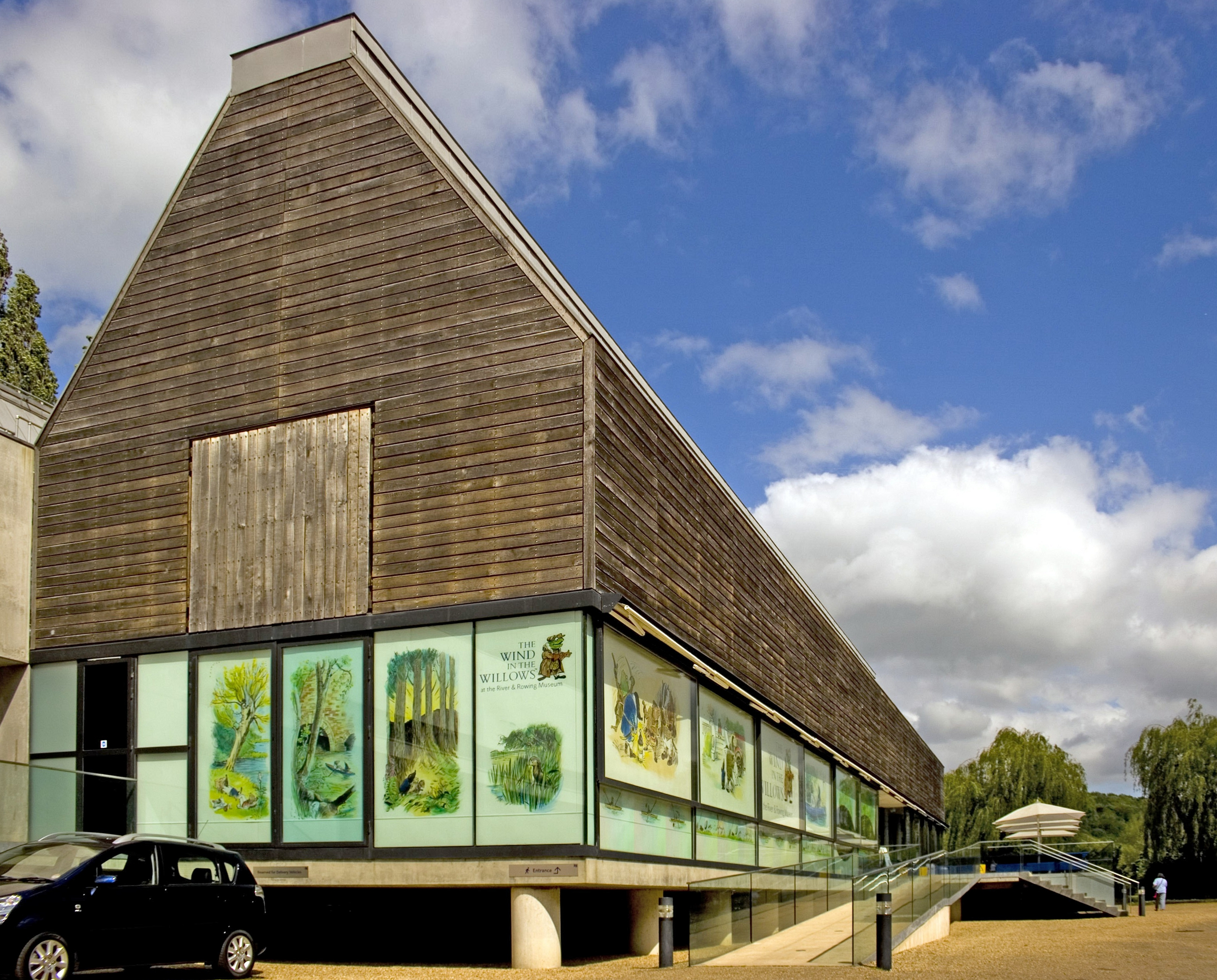
Le Musée de la Rivière et de l’Aviron à Henley-on-Thames.

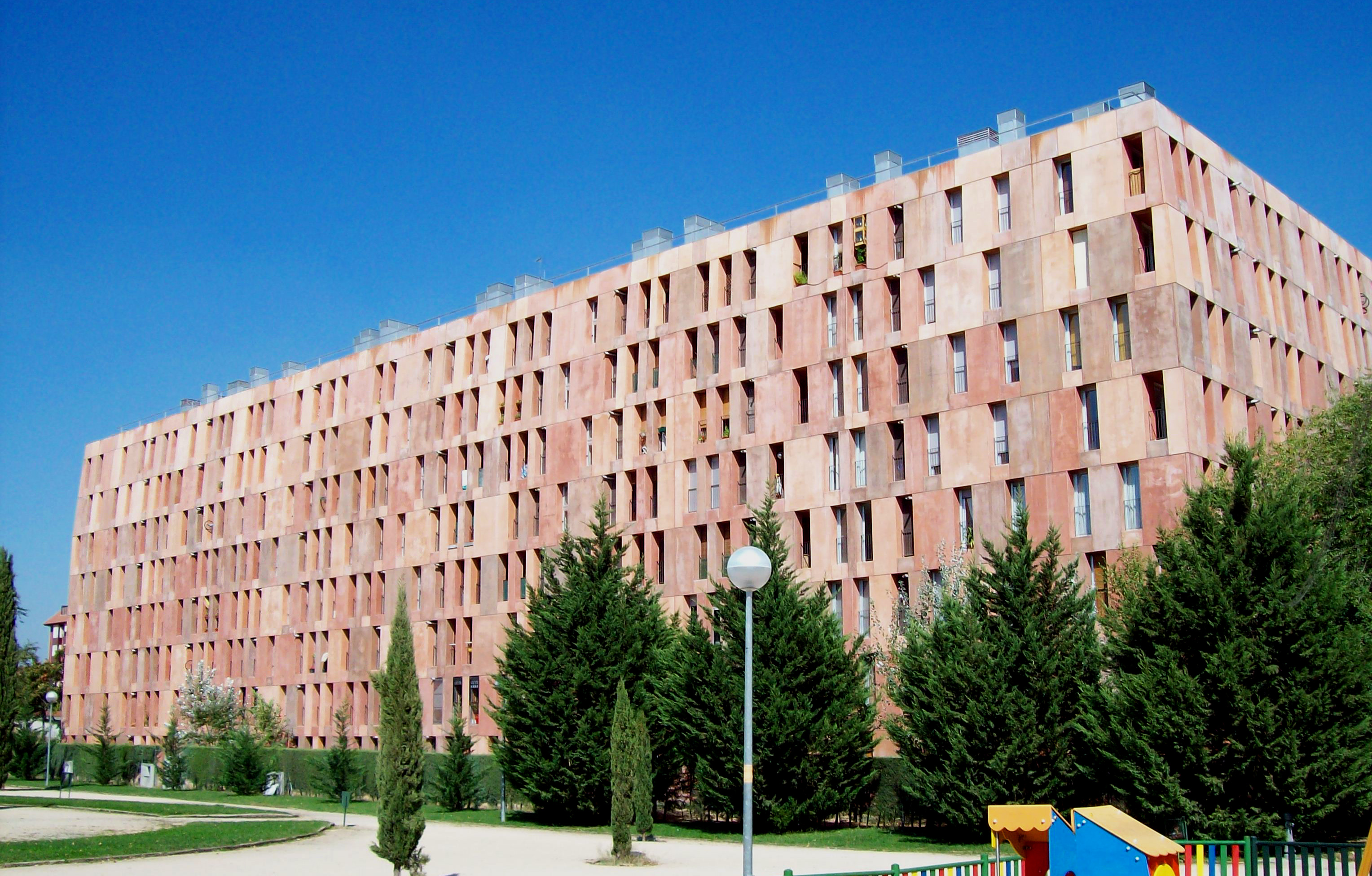
Immeuble de logements à Madrid (Espagne), 2005.

David Chipperfield a commencé à se faire une réputation au Japon dans les années 1980. Parmi ses premiers projets réalisés en Angleterre et qui lui ont permis de révéler son approche à la conception rigoureuse et élémentaire, on compte notamment un magasin pour Issey Miyake sur la  London's Sloane Street en 1983, ainsi qu’une maison pour le photographe de mode Nick Knight. Peu de temps après, il a également conçu le Musée de la Rivière et de l’Aviron pour lequel il sera primé, en utilisant notamment un bardage en chêne vert, du béton et du verre. Il a également été le seul architecte anglais retenu par le jury pour concourir à la conception de la galerie d’art Tate Modern.
Depuis, David Chipperfield a évolué jusqu’à devenir une des figures majeures de la conception de bâtiments publics et culturels à travers l’Europe et les États-Unis. Il a été l’architecte retenu pour la reconstruction du Neues Museum de Berlin à la suite de sa destruction lors de la Seconde Guerre mondiale. Il a été rouvert en 2009. En plus du Neues Museum, il a commencé à travailler dans les années 1990, lors d’un concours au terme duquel il a été déclaré lauréat, sur le plan directeur général de l’Ile aux Musées de Berlin. Celui-ci compte cinq musées dont fait partie le Neues Museum. Ce site est classé au patrimoine mondial de l’Unesco. Il a notamment imaginé un nouveau bâtiment d’entrée sur le site, en complément du complexe de musées qui devrait être achevé en 2013.
Depuis les années 2000, il a beaucoup travaillé aux États-Unis, où en 2005, il a réalisé l’extension du Figge Art Museum à Davenport dans l’Iowa. Il a également conçu la bibliothèque centrale de Des Moines, toujours dans l’Iowa, commandée en 2001. Actuellement il travaille sur l’agrandissement du musée d'Anchorage dans l’Alaska, et la réalisation de quatre villas sur les bords du lac de Bom Sucesso Design Resort au Portugal.
En 2009, il crée la polémique en interdisant la prise de photographies à l’intérieur de sa bibliothèque centrale de Des Moines.
David Chipperfield a enseigné l’architecture en Europe et aux États-Unis. Il a également donné de nombreuses conférences sur ses réalisations. Il a entre autres obtenu la chaire Mies van der Rohe à la Escola Tècnica Superior d'Arquitectura de Barcelone. Il est aussi professeur invité à l'University of the Arts de Londres (anciennement London Institute). Enfin, il a été membre du conseil d’administration de l’Architecture Foundation.
Plus tôt dans sa carrière (1984), il fonde la 9th Gallery (qui tire son nom de la mise de crayon la plus dure : 9H) en collaboration avec Wilfried Wang et Ricky Burdett. Cette galerie d’art a pour but de faire découvrir au grand public l’œuvre d’architectes européens jusqu’alors peu connus comme Herzog et de Meuron, Álvaro Siza, Rafael Moneo, Luigi Snozzi et Mario Botta entre autres. En 2000, il a été l’un des architectes représentant la Grande-Bretagne à la biennale de Venise. En 2012, il sera le premier anglais à devenir commissaire de cette même biennale.

## Description de deux réalisations

### Musée de la rivière et de l'aviron à Henley-on-Thames (1989 – 1997)
Cet équipement est situé sur les bords de la Tamise, à Henley-on-Thames dans une petite ville de l’Oxfordshire, particulièrement connue pour ses courses d’aviron. Il est divisé en deux bâtiments dissymétriques reliés entre eux par une passerelle. Le programme se répartit de la façon suivante : dans le premier bâtiment se trouve au rez-de-chaussée un centre pédagogique et à l’étage une bibliothèque et une galerie, dans le second bâtiment, on retrouve un espace d’exposition temporaire. Les deux bâtiments surplombent légèrement la Tamise, ce qui permet, par l’intermédiaire de ses grandes baies vitrées de faire rentrer un maximum de lumière et de diriger le regard du visiteur vers l’extérieur. David Chipperfield a réussi à harmonieusement faire cohabiter le béton brut, l’acier (en toiture), le verre ainsi que des lattes en chêne vieilli.

### Hôtel Puerta America de Madrid (2003 – 2005)
L’hôtel Puerta America de Madrid est un bâtiment de douze étages sur lequel ont collaboré dix-neuf architectes et designers, avec notamment la participation de Norman Foster, Richard Gluckman, Zaha Hadid, Arata Isozaki, Jean Nouvel. David Chipperfield a hérité de la conception du troisième étage. Il a imaginé un long couloir noir qui apporte une sensation de longueur et d’intimité et qui débouche sur des chambres très luxueuses où l’on retrouve des revêtements faits mains, du marbre blanc, des panneaux tapissés…

## Récompenses
En 1999, on décerne à David Chipperfield la médaille d’or Tessenow, accompagnée d’une exposition de l’intégralité de ses réalisations, en compagnie du travail du Tessenow Stipendiat et de ceux de l’architecte espagnol Andrés Jaque au Hellerau Festspielhaus.
En 2003, il est fait membre d'honneur de l'Académie d'art et de design de Florence.
En 2004, il est fait commandeur de l'ordre de l'Empire britannique (CBE) pour services rendus.
« Form Matters », une exposition rétrospective sur la carrière de David Chipperfield a été montée par le London's Design Museum en 2009.
Il a été anobli lors du nouvel an de l’année 2010 pour services rendus à l’architecture au Royaume-Uni et en Allemagne,.
Il a reçu le prix d’arts Wolf en 2010 et la Médaille d'or royale du Royal Institute of British Architects en 2011 tandis qu'il reçoit en 2013 le prix Praemium Imperiale dans la catégorie architecture.
En 2023, il remporte le prix Pritzker 2023.

## Réalisations majeures
- Musée de la Rivière et de l’Aviron, Henley-on-Thames, Oxfordshire, UK (1989–1997)
- Neues Museum, Berlin, Allemagne (1997-2009)
- Figge Art Museum, Davenport, Iowa, USA (1999–2005)
- Musée de la Littérature Moderne, Marbach, Allemagne (2002–2006)
- America's Cup Building, Valence, Espagne (2005–2006)
- Liangzhu Culture Museum, Hangzhou, province de Zhejiang, Chine (2007)
- Teatro Margherita, Bari, Italie : transformation en musée d'art contemporain (2009)
- Turner Contemporary, Margate, Kent, UK (2011)
- The Hepworth Wakefield, Wakefield, West Yorkshire, UK (2011)
- Agrandissement du cimetière San Michele de Venise (1998-2013)
- Hôtel SO/Paris (ouvert en 2022)[10]